# James Black
James Whyte Black (Uddingston, 14 de julho de 1924 – Londres, 22 de março de 2010) foi um farmacêutico britânico.
Foi agraciado com o Nobel de Fisiologia ou Medicina de 1988. É considerado o criador dos beta-bloqueadores. importantes fármacos usados no tratado de doenças cardiovasculares e outras áreas da medicina. Sintetizou a cimetidina e o propanolol.

## Vida
James Black se formou em medicina na University of St Andrews, que concluiu com sucesso em 1946. Apesar da formatura, ele decidiu não seguir a carreira médica. Em 1947 aceitou um cargo de professor em Singapura por três anos. Na década de 1950 Black trabalhou na Escola de Veterinária da Universidade de Glasgow, onde montou um departamento de fisiologia. De 1958 a 1964, ele trabalhou como farmacologista sênior da ICI Pharmaceuticals em Macclesfield. 1964 mudou-se para Smith Kline & French Laboratories, onde permaneceu até 1973. Em 1973 ele se tornou professor e chefe do Departamento de Farmacologia da University College London. Frustrado com os problemas de financiamento nas universidades, ele assumiu um cargo sênior no Wellcome Research Laboratories em 1978. Após desentendimentos com seu superior imediato, o vencedor do Prêmio Nobel John Robert Vane, ele deixou a Wellcome em 1984 e foi nomeado professor de farmacologia analítica no King's College London, onde permaneceu até 1992. De 1992 a 2006, foi Chanceler da Universidade Escocesa de Dundee.
O foco de seu trabalho científico estava nas aminas biogênicas e na teoria do receptor.
James Black começou a pesquisar aminas biogênicas, incluindo adrenalina, quando estava em Glasgow, quando estudava seus efeitos no sistema cardiovascular. Inspirado pela observação de Raymond Ahlquist de que a adrenalina medeia seus efeitos por meio de pelo menos dois receptores diferentes, os α- e β-adrenoceptores, James Black se propôs a desenvolver inibidores seletivos para β-adrenoceptores que não existiam na época. Durante seu tempo na ICI Pharmaceuticals, ele desenvolveu o protótipo dos bloqueadores do receptor β, que mais tarde ficaram conhecidos como bloqueadores beta, o pronethalol. Além disso, em 1964 ele desenvolveu o primeiro betabloqueador, que ainda hoje é usado terapeuticamente, o propranolol. A descoberta dessa classe de princípios ativos usados na hipertensão e nas doenças cardíacas é considerada uma das maiores conquistas no campo da farmacologia no século XX.
Ao mesmo tempo, ele iniciou um novo projeto sobre o papel da amina biogênica histamina na produção de ácido gástrico. Como resultado de seu trabalho na Smith Kline & French Laboratories, ele descobriu os receptores H2 da histamina e em 1972 desenvolveu o primeiro anti-H2 usado terapeuticamente, a cimetidina. A cimetidina se tornou a droga mais vendida de sua época.
Por sua contribuição para a descoberta de importantes princípios bioquímicos da terapia medicamentosa, ele recebeu o Prêmio Nobel de Medicina e Fisiologia em 1988, juntamente com George H. Hitchings e Gertrude B. Elion. Em 1976 foi homenageado com o Prêmio Albert Lasker de Pesquisa Médica Clínica, em 1979 com o Prêmio Internacional da Fundação Gairdner e o Prêmio de Saúde InBev-Baillet Latour. Em 1991, ele foi eleito para a Academia Nacional de Ciências.

Ele foi enobrecido pela Coroa Britânica em 1981 como um Cavaleiro Bacharel ("Sir") e em 2000 foi premiado com a Ordem do Mérito.